# Tunnel (serie televisiva)
Tunnel (터널?, TeoneolLR) è una serie televisiva sudcoreana del 2017.

## Trama
Mentre insegue nel 1986 un assassino seriale, l'investigatore Park Gwang-ho attraversa una misteriosa galleria che lo fa giungere direttamente nel 2016; dato che l'assassino continua a mietere vittime, Gwang-ho insieme all'algida Kim Seon-jae e alla figlia Shin Jae-yi, si mette alla ricerca dell'assassino.